# Cantonul Vandœuvre-lès-Nancy-Ouest
Cantonul Vandœuvre-lès-Nancy-Ouest este un canton din arondismentul Nancy, departamentul Meurthe-et-Moselle, regiunea Lorena, Franța.